# Mesorregión del Sur Catarinense
La mesorregión del Sur Catarinense es una de las seis mesorregiones del estado brasileño de Santa Catarina. Es formada por la unión de 44 municipios agrupados en tres microrregiones.

## Historia
El Sur catarinense es la región más italiana del Estado. Cerca de 65% de la población es descendiente de italianos. Los inmigrantes comenzaron a llegar en la década de 1870, atraídos por la promesa de recibir tierras para cultivo. La influencia italiana está presente en la religiosidad de las personas, en la arquitectura, en la culinaria y en la producción de vino.

## Microrregiones
- Araranguá, con 15 municipios
- Criciúma, con 10 municipios
- Tubarão, con 19 municipios